# Riesen-Wasserfreund
Der Riesen-Wasserfreund (Hygrophila corymbosa) ist eine Pflanzenart aus der Gattung der Wasserfreunde (Hygrophila) innerhalb der Familie der Akanthusgewächse (Acanthaceae). Diese Sumpfpflanze spielt in der Aquaristik eine Rolle.

## Beschreibung von submers kultivierten Pflanzenexemplaren

### Vegetative Merkmale
Der Riesen-Wasserfreund ist eine krautige Pflanze. Am Stängel sind die Unterwasserblätter kreuzweise gegenständig angeordnet. Die Blattspreiten sind bis zu 10 Zentimeter lang und etwa 5 Zentimeter breit. Die Blattformen und Farben sind sehr variabel; im Handel werden unter dem Namen Breitblättriger Riesen-Wasserfreund (Hygrophila corymbosa var. glabra, „Hygrophila stricta“) und Thailändischer Riesen-Wasserfreund (Hygrophila corymbosa var. siamensis, „Hygrophila angustifolia“) Formen angeboten, bei denen die Blätter des einen breit, die des anderen schmal-eiförmig oder schmal-elliptisch sind. Alle Formen gibt es in einer rötlichbraunen oder hellgrünen Farbform.

### Generative Merkmale
Die Blüten sind hellblau bis kräftig violett.

## Vorkommen
Der Riesen-Wasserfreund ist eine in Südostasien weit verbreitete Sumpfpflanze. Der Riesen-Wasserfreund ist sowohl an sumpfigen Standorten zu finden als auch vollständig untergetaucht in schnell fließendem Wasser.

## Taxonomie
Die Erstbeschreibung erfolgte 1826 unter dem Namen (Basionym) Nomaphila corymbosa durch Carl Ludwig von Blume in Bijdragen tot de Flora van Nederlandsch Indie, Band 14, Seite 804. Die Neukombination zu Hygrophila corymbosa (Blume) Lindau wurde 1904 durch Gustav Lindau in Fragmenta Florae Philippinae, Band 1, Seite 38 veröffentlicht.

## Verwendung in der Aquaristik
In der Aquaristik zählt man den Riesen-Wasserfreund sowie alle seine Zuchtformen und möglicherweise Unterarten zu den genügsamen und leicht zu pflegenden Arten. Empfohlen wird sie vor allem zur Hintergrundbepflanzung in größeren Aquarien.
Die Pflanze gedeiht am besten in mittelharten Wasser und bei pH-Werten um sieben. Die Wassertemperatur sollte zwischen 22 und 28 Grad Celsius betragen. Sie wächst bei guter Beleuchtung am besten; rötliche Färbungen bilden sich bei diesen Bedingungen gleichfalls gut aus. An den Kohlenstoffdioxidgehalt des Wassers stellt die Pflanze nur geringfügige Ansprüche. Gegen zu hohe Eisenzugaben ist die Pflanze dagegen empfindlich. Gut durchströmtes Wasser fördert gleichfalls die Wuchsfähigkeit. Die vegetative Vermehrung kann durch die Abtrennung und Wiedereinpflanzung von Seitentrieben erfolgen.
Neben der Haltung in Aquarien ist außerdem eine Haltung in Paludarien und in Hydrokultur möglich. Bei diesen Formen kommt sie auch zur Blüte.